# السنو
السنو (به ایتالیایی: Alseno) یک سکونتگاه مسکونی در ایتالیا است که در استان پیاچنزا واقع شده‌است.

## خصوصیات
السنو ۵۵٫۵ کیلومترمربع مساحت و ۴٬۷۹۳ نفر جمعیت دارد و ۷۹ متر بالاتر از سطح دریا واقع شده‌است.